# August Durant
August Durant (1790 in Schlesien – 12. Februar 1852) war ein deutscher Theaterschauspieler.

## Leben
Ursprünglich zum Theologen bestimmt studierte er in Halle. Eine vorbeiziehende Schauspielergesellschaft veranlasste ihn jedoch zur Bühne zu gehen. In Weimar wurde er von Johann Wolfgang von Goethe persönlich unterwiesen. Er debütierte am 13. Januar 1812 als „Aujust“ in Die Ehescheuen. In Weimar avancierte er zu Goethes Lieblingen und wurde von ihm protegiert. Goethe übertrug ihm nach und nach die Rollen Pius Alexander Wolffs. Als  „Posa“ kam er Wolff am nächsten. Nachdem er als jugendlicher Liebhaber gespielt hatte, ging er allmählich ins Fach der Heldenväter und älteren Charakterrollen über. 
Durant blieb aus Dankbarkeit gegenüber Goethe und Friedrich Schiller der Weimarer Bühne treu. Selbst auf Gastspiele begab er sich wenig bis gar nicht. Er starb mitten in Ausübung seiner Kunst am 12. Februar 1852.
Durant war mit der Schauspielerin Ernestine Engels verheiratet.

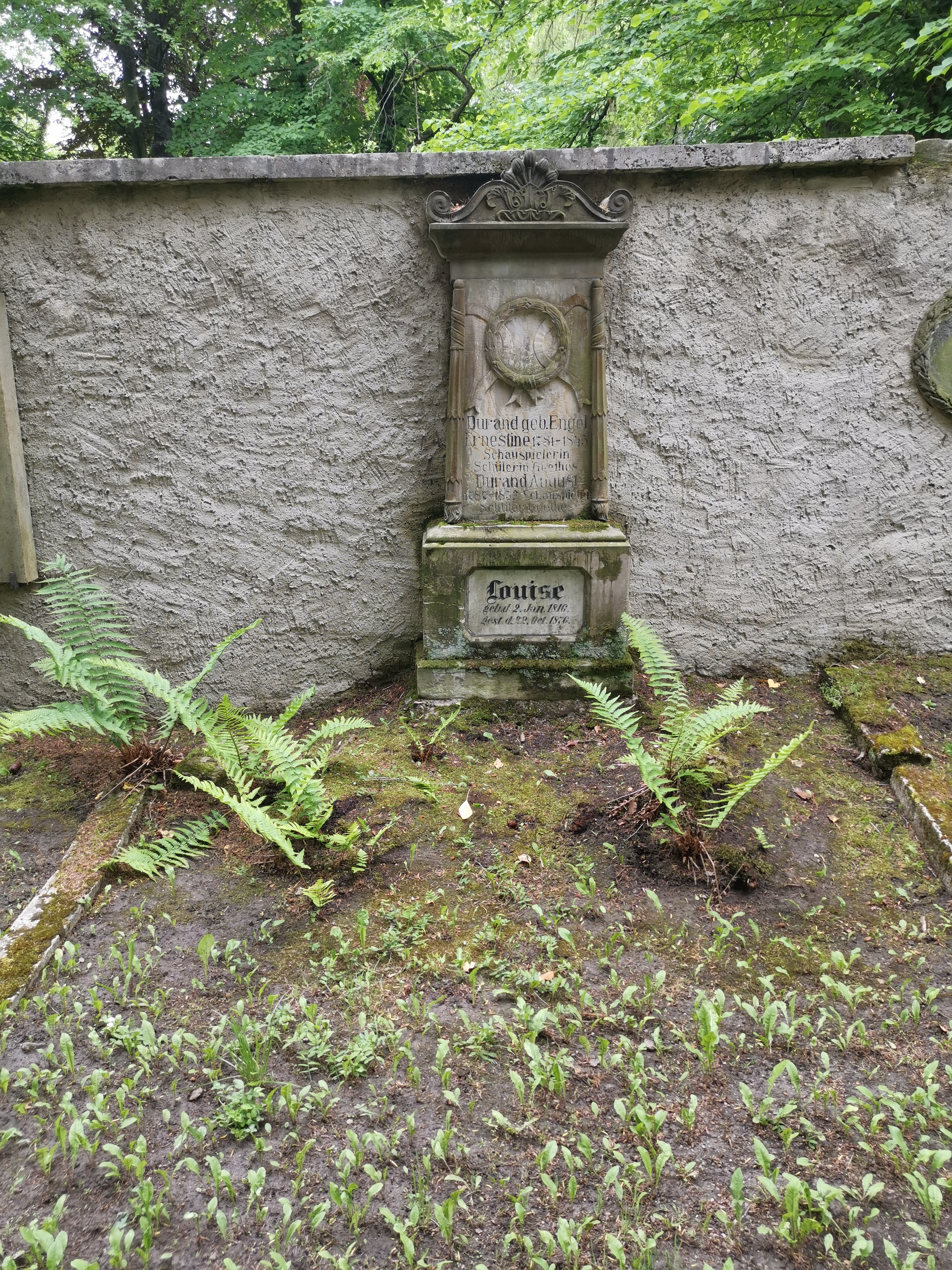
Grabstätte (Nachname als Durand geschrieben)

Er ist auf dem Historischen Friedhof Weimar bestattet.